# Yamaha DX7
Yamaha DX7 er nok en af de mest succesrige digitale synthesizere nogensinde.
DX7 blev produceret fra 1983–1987. Efterfølgende kom modeller som DX9, DX100, DX11, DX21 og DX1. Disse modeller opnåede dog aldrig samme succes som DX7.
DX7 blev især kendt for sin klokkeagtige "Rhodes"-lyd, som kan høres på utallige plader fra 1980'erne. Denne lyd er i dag standard i enhver synthesizers eller keyboards lydbank.
Eksempel DX7-Piano-Sound: inde Songs Stay the Night (Chicago, 1984) og The Greatest Love of All fra Whitney Houston (1986), ligeså klocke-sfærisk inde Touch In The Night fra tysk Silent circle.
Der blev fremstillet over 250.000 DX7'er (160.000 første model).